# Olof Styrlander den yngre
Olof Styrlander den yngre, född 7 november 1803 i Häradshammars församling, Östergötlands län, död 21 november 1886 i Häradshammars församling, Östergötlands län, var en svensk folkmusiker.

## Biografi
Styrlander föddes 1803 på Sockenstugan i Häradshammars församling. Han var son till klockaren och organisten Olof Styrlander den äldre och Anna Bleckstrand. Han tog i unga år organistexamen i Linköping. 1838 flyttade Styrlander hemifrån och bosatte sig på en gård i Häradshammar. Styrlander kom att arbeta som jordbrukare och trädgårdsodlare. Han verkade även som kommunalman och vikarierade ibland för sin far. Styrlander hade i det musikaliska stor påverkan på sin hembygd. Precis som sin far var han allmänt känd för att ha komponerat många polskor. Han stämde också gärna om sin fiol till tonerna a, e, a och e.
Styrlander avled 1886 i Häradshammars socken av slag.

### Familj
Styrlander gifte sig första gången 28 april 1838 i Häradshammar med Ingrid Elisabeth Andersdotter. Hon var dotter till bonden Anders Andersson och Brita Ericsdotter i Östra Husby. De fick tillsammans sonen Olof (1838–1844). Styrlander gifte sig andra gången 27 december 1843 i Häradshammar med Lena Andersdotter (född 1818). Hon var syster till hans tidigare fru. De fick tillsammans sonen Olof Alfred (född 1844).

## Kompositioner
- Polska i A-dur.[5]
- Polska i G-dur. Komponerad 1862.[5]
- Polska i A-dur.[5]
- Polska i A-dur.[5]
- Polska i A-dur.[5]
- Polska i A-dur.[5]
- Polska i A-dur.[5]
- Polska i A-dur.[5]
- Polska i A-dur.[5]